# Elachista griseella
Elachista griseella — вид лускокрилих комах родини злакових молей-мінерів (Elachistidae).

## Поширення
Вид поширений на значній частині Європи. Присутній у фауні України.

## Спосіб життя
Личинки харчуються листям куничника наземного, грястиці збірної, пирія повзучого, костриці червоної та тонконога лучного. Вони мінують листя рослини-господаря. Вторинні міни — це подовжені плями, які зазвичай спускаються поблизу кінчика листа. Екскременти осідають в дифузних подовжених смугах. Зимує вид як проміжна личинка і відновлює своє харчування на початку квітня. Заляльковування відбувається поза шахтою. Личинки тьмяно-жовтувато-зеленого кольору зі світло-коричневою головою.